# Пита нимфа
Нимфената пита (Pitta nympha) е вид птица от семейство Pittidae. Видът е световно застрашен, със статут Уязвим.

## Разпространение и местообитание
Разпространен е в Бруней, Китай, Хонконг, Япония, Северна Корея, Южна Корея, Малайзия, Китай и Виетнам.